# 嗣子鵬慶昌
嗣子鵬 慶昌（ししほう よしまさ、1955年（昭和30年）8月14日 - 2006年（平成18年）10月7日）は、長崎県北高来郡森山町（現在の諫早市）大字森山慶師野名出身で大鵬部屋（入門時は二所ノ関部屋）に所属した大相撲力士。本名は田中 修（たなか おさむ）。現役時代の体格は190cm、122kg。最高位は西前頭2枚目（1983年（昭和58年）7月場所）。得意手は右四つ、寄り、上手投げ。

## 来歴・人物
横綱・大鵬の内弟子として森山町立森山中学校卒業直前に二所ノ関部屋へ入門し、1971年（昭和46年）1月場所にて、15歳で初土俵を踏んだ。翌年1月には、引退後「一代年寄」となった大鵬親方が二所ノ関部屋から分家独立したのに伴い、大鵬部屋へ移籍。
1977年（昭和52年）5月場所後、同部屋の大真（後の関脇・巨砲）と共に新十両に昇進し、大鵬部屋初の関取となった。
だが、新関取場所となる7月場所を東十両11枚目の地位で迎え7勝8敗の成績で終わると翌9月場所、運悪く3枚下の東幕下筆頭まで陥落させられた（同様の例として、1978年（昭和53年）11月場所を6勝9敗の3点負け越しで終えた次の翌年1月場所では東十両10枚目から4枚下の東幕下筆頭に落とされるなど、番付運は16年間の現役生活において総じて悪かった）。
1979年（昭和54年）9月場所で新入幕を果たし、長身ながらもろ差しが得意。スピード感ある相撲ぶりで注目されたが、故障がちな事に加えてのんびり屋の性格が災いして幕内には定着できなかった。
横綱・大関陣との対戦圏内には2度進出したが、いずれも大敗している。自己最高位の西前頭2枚目で迎えた1983年（昭和58年）7月場所では、初日に大関・朝潮（前・高砂親方）を降す「銀星」を挙げているが、これが大関以上の力士に対する唯一の勝ち星である。
現役晩年は三段目まで番付を落とし、1987年（昭和62年）3月場所（番付上は同年5月場所）を以って引退。
その後、同年4月から若者頭として日本相撲協会に残っていたが、1991年（平成3年）7月29日付で廃業した。
なお、若者頭の新規採用は、出羽海部屋に所属していた元幕下・出羽ヶ崎が引退後の1962年（昭和37年）4月に就任して以来25年ぶりの事であったという。
以後は、妻の実家がある愛知県中島郡平和町（現在の稲沢市）で、ちゃんこ料理の店「嗣志鵬」を経営した。
2006年（平成18年）10月7日、胃がん及び食道がんのため、死去。51歳没。
没後の2011年（平成23年）より、相撲協会退職後も親交があった大鵬部屋時代の弟弟子の元十両・大竜が大嶽部屋を継承した事もあり、大嶽部屋の名古屋場所宿舎として稲沢市の「嗣志鵬（現・力士飯ZAN三代目 嗣志鵬）」が利用されている。

## 主な成績・記録
- 通算成績：533勝527敗19休 勝率.503
- 幕内成績：99勝147敗9休 勝率.402
- 現役在位：98場所
- 幕内在位：17場所
- 各段優勝
  - 十両優勝：3回（1979年7月場所、1982年1月場所、1982年9月場所）

### 場所別成績
| | 一月場所 初場所（東京） | 三月場所 春場所（大阪） | 五月場所 夏場所（東京）   | 七月場所 名古屋場所（愛知） | 九月場所 秋場所（東京） | 十一月場所 九州場所（福岡） |
| --- | ----------------------- | ----------------------- | ------------------------- | --------------------------- | ----------------------- | --------------------------- |
| 1971年 （昭和46年） | （前相撲）              | 東序ノ口5枚目 4–3       | 東序二段71枚目 3–4        | 西序二段77枚目 4–3          | 東序二段51枚目 2–5      | 東序二段76枚目 4–3          |
| 1972年 （昭和47年） | 西序二段64枚目 6–1      | 西序二段7枚目 4–3       | 西三段目78枚目 4–3        | 東三段目62枚目 6–1          | 東三段目26枚目 3–4      | 西三段目35枚目 4–3          |
| 1973年 （昭和48年） | 東三段目23枚目 4–3      | 西三段目11枚目 4–3      | 西三段目筆頭 2–5          | 西三段目19枚目 4–3          | 東三段目8枚目 4–3       | 西幕下56枚目 3–4            |
| 1974年 （昭和49年） | 西三段目7枚目 3–4       | 西三段目17枚目 6–1      | 東幕下47枚目 3–4          | 西幕下55枚目 4–3            | 東幕下45枚目 2–5        | 西三段目3枚目 4–3           |
| 1975年 （昭和50年） | 東幕下52枚目 2–5        | 東三段目14枚目 4–3      | 東三段目4枚目 4–3         | 東幕下55枚目 4–3            | 東幕下43枚目 4–3        | 西幕下34枚目 5–2            |
| 1976年 （昭和51年） | 東幕下22枚目 2–5        | 東幕下38枚目 3–4        | 西幕下46枚目 4–3          | 東幕下40枚目 5–2            | 西幕下23枚目 3–4        | 東幕下28枚目 6–1            |
| 1977年 （昭和52年） | 西幕下11枚目 5–2        | 東幕下3枚目 4–3         | 東幕下2枚目 5–2           | 東十両11枚目 7–8            | 東幕下筆頭 2–6          | 西幕下11枚目 3–4            |
| 1978年 （昭和53年） | 西幕下17枚目 4–3        | 西幕下11枚目 6–1        | 東幕下筆頭 5–2            | 西十両11枚目 8–7            | 西十両9枚目 7–8         | 東十両10枚目 6–9            |
| 1979年 （昭和54年） | 東幕下筆頭 6–1          | 西十両11枚目 9–6        | 西十両5枚目 8–7           | 東十両2枚目 優勝 10–5       | 西前頭12枚目 6–9        | 西十両2枚目 10–5            |
| 1980年 （昭和55年） | 西前頭13枚目 9–6        | 西前頭5枚目 5–10        | 西前頭11枚目 5–10         | 西十両2枚目 8–7             | 東十両2枚目 9–6         | 東前頭13枚目 8–7            |
| 1981年 （昭和56年） | 西前頭9枚目 4–11        | 西十両筆頭 5–10         | 東十両7枚目 11–4          | 東前頭14枚目 8–7            | 東前頭10枚目 4–11       | 東十両3枚目 4–11            |
| 1982年 （昭和57年） | 東十両9枚目 優勝 13–2   | 西前頭12枚目 8–7        | 西前頭9枚目 2–13          | 西十両4枚目 9–6             | 東十両2枚目 優勝 13–2   | 東前頭11枚目 7–8            |
| 1983年 （昭和58年） | 西前頭12枚目 10–5       | 東前頭4枚目 4–11        | 東前頭10枚目 9–6          | 西前頭2枚目 5–10            | 東前頭8枚目 2–4–9       | 東十両6枚目 8–7             |
| 1984年 （昭和59年） | 西十両3枚目 7–8         | 東十両5枚目 8–7         | 西十両4枚目 5–7–3         | 西十両9枚目 7–8             | 西十両10枚目 8–7        | 東十両8枚目 8–7             |
| 1985年 （昭和60年） | 西十両6枚目 8–7         | 東十両3枚目 6–9         | 東十両7枚目 9–6           | 東十両5枚目 8–7             | 西十両4枚目 7–8         | 東十両6枚目 9–6             |
| 1986年 （昭和61年） | 東十両2枚目 9–6         | 東前頭13枚目 3–12       | 西十両7枚目 7–8           | 東十両10枚目 5–10           | 東幕下筆頭 1–6          | 東幕下23枚目 1–6            |
| 1987年 （昭和62年） | 東幕下55枚目 2–5        | 東三段目17枚目 1–6      | 東三段目56枚目 引退 0–0–7 | x                           | x                       | x                           |
| 各欄の数字は、「勝ち-負け-休場」を示す。 優勝 引退 休場 十両 幕下 三賞：敢=敢闘賞、殊=殊勲賞、技=技能賞 その他：★=金星 番付階級：幕内 - 十両 - 幕下 - 三段目 - 序二段 - 序ノ口 幕内序列：横綱 - 大関 - 関脇 - 小結 - 前頭（「#数字」は各位内の序列） |                         |                         |                           |                             |                         |                             |

### 幕内対戦成績
| 力士名   | 勝数 | 負数 | 力士名     | 勝数 | 負数 | 力士名 | 勝数 | 負数 | 力士名       | 勝数 | 負数 |
| -------- | ---- | ---- | ---------- | ---- | ---- | ------ | ---- | ---- | ------------ | ---- | ---- |
| 青葉城   | 1    | 3    | 青葉山     | 1    | 4    | 朝潮   | 1    | 3    | 旭富士       | 0    | 1    |
| 天ノ山   | 2    | 5    | 荒勢       | 2    | 1    | 板井   | 1    | 2    | 大潮         | 2    | 4(1) |
| 大錦     | 0    | 2    | 大ノ国     | 0    | 2    | 大豊   | 0    | 3    | 魁輝         | 6    | 2    |
| 騏ノ嵐   | 1    | 1    | 麒麟児     | 2    | 2    | 蔵間   | 1    | 6    | 黒瀬川       | 2    | 2    |
| 黒姫山   | 2    | 1    | 高望山     | 1    | 1    | 琴風   | 0    | 2    | 琴千歳       | 1    | 1    |
| 琴乃富士 | 1    | 0    | 琴若       | 1    | 1    | 斉須   | 1    | 4    | 蔵玉錦       | 2    | 3    |
| 逆鉾     | 0    | 1    | 佐田の海   | 1    | 6    | 陣岳   | 1    | 0    | 神幸         | 0    | 1    |
| 太寿山   | 1    | 4    | 大徹       | 1    | 0    | 隆の里 | 0    | 2    | 隆三杉       | 0    | 1    |
| 高見山   | 5    | 3    | 多賀竜     | 4    | 2    | 谷嵐   | 0    | 1    | 玉ノ富士     | 0    | 1    |
| 玉龍     | 3    | 2    | 千代の富士 | 0    | 2    | 寺尾   | 0    | 1    | 照の山       | 1    | 1    |
| 出羽の花 | 0    | 2    | 闘竜       | 4    | 3    | 栃赤城 | 1    | 1    | 栃剣         | 1    | 1    |
| 栃光     | 4    | 4    | 栃纒       | 0    | 1    | 白竜山 | 0    | 2    | 播竜山       | 1    | 1    |
| 飛騨乃花 | 5    | 3    | 富士櫻     | 6    | 5    | 藤ノ川 | 1    | 0    | 双津竜       | 1    | 0    |
| 鳳凰     | 2    | 5    | 北天佑     | 1    | 1    | 舛田山 | 2    | 3    | 三杉磯(東洋) | 5    | 4    |
| 水戸泉   | 0    | 1    | 豊山       | 2    | 2    | 若獅子 | 2    | 0    | 若島津       | 1    | 3    |
| 若瀬川   | 3    | 1    | 若の富士   | 0    | 1    | 輪島   | 0    | 1    | 鷲羽山       | 1    | 2    |

## 改名歴
- 田中 脩（たなか おさむ）1971年3月場所-1974年1月場所
- 豊大山 脩（ほうだいやま -）1974年3月場所-1975年5月場所
- 満山 脩（みつるやま -）1975年7月場所-1981年5月場所
- 嗣子鵬 慶昌（ししほう よしまさ）1981年7月場所-1987年5月場所